# Ług (jezioro w powiecie poznańskim)
Ług (także: Jeziorko, lokalnie też: Lug) – jezioro w Polsce, położone w województwie wielkopolskim, w powiecie poznańskim, w gminie Komorniki, na Wysoczyźnie Grodziskiej, w pobliżu granic Wielkopolskiego Parku Narodowego.

## Charakterystyka
Jezioro znajduje się w krajobrazie polodowcowym, w bocznej rynnie polodowcowej, która odchodzi ku północy od rynny rosnowsko-jarosławieckiej, na północny wschód od Rosnówka (ulica Stawnego). Częściowo funkcjonowała tu, zrekultywowana obecnie, kopalnia piasku. W tej samej rynnie znajduje się jezioro Szreniawskie.